# Leptoneta albera
Espèce
Leptoneta albera est une espèce d'araignées aranéomorphes de la famille des Leptonetidae.

## Distribution
Cette espèce est endémique des Pyrénées-Orientales dans la région Occitanie en France,. Elle se rencontre dans le massif des Albères à Banyuls-sur-Mer dans la grotte de Pouade.

## Description
Les mâles mesurent de 1,7 à 2,03 mm et les femelles de 1,9 à 2,06 mm.

## Systématique et taxinomie
Cette espèce a été décrite par Déjean en 2022.

## Étymologie
Son nom d'espèce lui a été donné en référence au lieu de sa découverte, le massif des Albères.

## Publications originales
- Déjean, 2022 : « Révision des Leptoneta du groupe infuscata (Leptonetidae, Araneae) dans les Pyrénées et sur le versant Sud de la Montagne Noire (Occitanie, France) avec description de Leptoneta albera sp. nov. » Revue Arachnologique, sér. 2, vol. 9, p. 13-25.